# Болотная бурозубка
Боло́тная бурозу́бка, или водяна́я бурозу́бка (лат. Sorex palustris) — вид из рода бурозубки семейства землеройковые, обитающий в Северной Америке.
Это животное тёмно—серого цвета с более светлым низом и с длинным хвостом. Пузырьки воздуха задерживаются в густом меху, когда животное ныряет под воду. Общая длина тела около 15 см, хвост длиной 8 см, средняя масса составляет около 13 грамм.
Вид распространён в Канаде и США. Обитает на высоте от 760 метров в Пенсильвании до 1150 метров над уровнем моря и выше в Северной Каролине и Теннеси. Этот вид является наиболее распространенным вдоль небольших холодных потоков с густыми низко нависшими прибрежными зарослями. Также живет у озёр, прудов, болот, других стоячих вод.
Максимальная продолжительность жизни составляет около 18 месяцев. Пищей являются прежде всего водные насекомые, также мелкая рыба, головастики, слизняки и улитки. Охотится как под водой, так и на поверхности воды. Хищники: форель, окунь, щука, норка, выдра, ласка, змеи, иногда, ястребы и совы. Это животное является активным в течение дня, но более активен в ночное время; живёт в одиночку.
Беременность длится, вероятно, 3 недели. Размер приплода составляет 3—10, в среднем 6 детёнышей. Бывает 2—3 приплода в год.